# Brooks Curry
Brooks Curry, född 21 januari 2001, är en amerikansk simmare.

## Karriär
Brooks Curry deltog vid OS 2020 och ingick i det amerikanska laget på 4 x 100 meter frisim som tog guld. Vid OS 2024 tog han silver med laget på 4 x 200 meter frisim. Han har dessutom tagit 3 VM-medaljer i lagkapper.